# Pandorga
Pandorga é um programa de televisão infantil brasileiro produzido e exibido pela TV Educativa do Rio Grande do Sul (TVE RS). Voltada a menores de sete a dez anos de idade, a produção era protagonizada por um grupo de crianças gaúchas incorporadas em bonecos de manipulação que passavam através histórias e quadros conhecimentos gerais priorizando a representatividade local. Exibido de 1988 a 2015, o infantil teve sua última temporada veiculada também em rede nacional pela TV Brasil.

## O programa
Um grupo de crianças formado por Beti, Nina, Jura, Tinta e Tuca e o cachorro Zé Cão protagonizavam histórias que buscavam estimular o público-alvo, formado principalmente por crianças de sete a dez anos das classes C, D e E, a obter consciência crítica, criatividade e participação ativa na comunicação, sendo contrário ao apelo ao consumismo. Além de dramatizações os personagens apresentavam quadros sobre cultura em geral, ecologia, cotidiano, receitas culinárias e bem-estar animal, havendo também seções de interação com respostas a cartas e exposição de desenhos enviados pelo público.

## História
Pandorga estreou na TV Educativa do Rio Grande do Sul em agosto de 1988, tendo sido um projeto idealizado pela pedagoga Maria Inês Falcão e aprovado pelo Ministério da Educação. Sua criação ocorreu em meio a mudanças estruturais na programação da TVE, que não contava com uma faixa infantil, sendo planejado um programa com características regionais para as crianças gaúchas, o que influenciou na escolha do seu título — pandorga é o nome dado no Rio Grande do Sul ao brinquedo artesanal feito com papel, bambu e corda, chamado em outras regiões do Brasil de pipa ou papagaio, representando também uma metáfora de que a produção do infantil era artesanal, com poucos recursos.
Os personagens do Pandorga eram incorporados em bonecos de manipulação cuja primeira confecção ficou a cargo do grupo Caixa do Elefante e foi coordenada por Paulo Balardim e Mário de Ballentti, que havia trabalhado no programa Firulim, exibido na TV Guaíba de Porto Alegre entre 1985 e 1986; na década de 1990 seria encarregado de manipular bonecos para TV Colosso, na TV Globo, e A Turma do Arrepio, na Rede Manchete. No seu início o programa era exibido uma vez por dia, tendo ganhado uma faixa para reprise a pedido de crianças que enviavam cartas à equipe de produção sugerindo veiculações alternativas em função dos horários escolares. O primeiro formato contava com episódios diários distintos que passaram a ser capitulados como uma novela, tornando-se depois uma revista com quadros gravados em estúdio e alguns em locações externas, havendo a presença de pessoas, entre elas Maria Inês Falcão e Oscar Simch, que além de manipular os bonecos interpretavam Anete Email e Carlos @ no Jornal Legal.
Como forma aproximar-se do público infantil a produção do Pandorga promovia eventos em escolas e praças públicas, debates e concursos de desenhos. Em 1999, no seu 11.º aniversário, distribuiu o Almanaque Pandorga com histórias, enigmas e dicas sobre livros.
Em 2013 a TVE e a TV Brasil firmaram uma parceria para a produção de uma nova temporada do Pandorga, que teve seus 26 episódios estreados em rede nacional entre março e abril de 2015. O programa já havia sido exibido fora do Rio Grande do Sul em 2004 pela TV Nacional de Brasília. Nesta fase, para apresentar a diversidade cultural do país em virtude de sua veiculação para outros estados, foi acrescida no programa uma família de Manaus, Amazonas, que chega a Porto Alegre para morar e interagir com os personagens. Esta última temporada foi reprisada na TVE em outubro de 2023 como comemoração ao dia das crianças.

## Reconhecimentos
Entre indicações a premiações locais Pandorga venceu a categoria Especial de TV do Prêmio ARI, da Associação Riograndense de Imprensa, em 1991, o Prêmio Açorianos, da prefeitura de Porto Alegre, como destaque em mídia televisiva em 2003 e o prêmio especial da Associação Gaúcha de Teatro de Bonecos em 2004. Outras indicações ocorreram em países da América Latina, como o Chile — onde foi um dos finalistas da segunda edição do festival Prix Jeunesse Ibero-Americano, na categoria Programa de Ficção de Seis a Onze Anos, em 2005 —, na Alemanha e na Eslováquia. Na condição de seu carro-chefe, o programa levou a grade infantil da TVE a ser considerada uma das mais qualificadas do Brasil por uma comissão parlamentar no Senado Federal formada para avaliar a televisão brasileira.